# Shazz
Didier Delesalle (Duinkerke, 24 december 1967) is een Franse producer van housemuziek die onder de naam Shazz opereert. Zijn naam construeert hij uit een samentrekking van Soul, house and jazz. Delesalle is een van de eerste producers in Frankrijk die zich met dancemuziek bezig hield. In 1993 produceerde hij met Laurent Garnier en Ludovic Navarre de klassieker Acid Eiffel onder de naam Choice. Ook maakt hij een handvol tranceplaten als Aurora Borealis. Toch wist hij zelf nooit echt naar een groot publiek door te breken. Desondanks bracht hij een behoorlijk aantal platen uit.

## Biografie
Delesalle wordt geboren in Duinkerke en groeit daar op. Het nachtleven leert hij kennen door het bezoeken van Belgische club. In de late jaren tachtig vestigt hij zich in Parijs en bezoekt daar het nachtleven. Zonder enige ervaring begint hij zelf dancemuziek te maken. Hij wordt in 1992 binnengehaald door Laurent Garnier bij de dancedivisie van de Franse platenketen Fnac. Hij debuteert daar met de Shazz EP (1992) die warme house bevatte. Hij werkt daarnaast ook veel samen met labelgenoot Ludovic Navarre onder de namen LN'S, Soofle en Nuages. In 1993 neemt hij samen met Navarre en Garnier de Paris EP op. Daarop de een bijna kwartier durende acidsymfonie Acid Eiffel. Na een try-out van de volle dertien minuten duurt, door Garnier in Club Rex in Parijs ,volgt er een luid applaus door het publiek. Mede door Derrick May groeit het nummer uit tot een ware klassieker. Naast Shazz roept hij ook het Aurora Borealis-project in het leven, waarmee hij een trancegeluid laat horen. Tussen 1993 en 1995 verschijnen er enkele singles waarvan The Milky Way (1994) de succesvolste is. De titelloze eerste single wijkt nog weinig af van het bekende geluid. Maar. Hij maakt ook enkele remixes zoals Boheme van Deep Forest. In 1999 wordt zijn track  El Camino part 1 gebruikt in de soundtrack van de film Homeboys at the Beach.
In de late jaren negentig komt het zwaartepunt bij zijn alter ego Shazz te liggen en maakt hij de overstap naar het grote Columbia Records. Dat geeft hem de mogelijkheid met echte muzikanten en vocalisten te werken. Hij brengt daarmee in 1998 een titelloos debuutalbum uit waarop hij deephouse met jazzinvloeden mengt. Het album wordt mede geproduceerd door Mirwais. De belangrijkste single van het album is Innerside dat mede opvalt door een lange remix door Ron Trent. De ingezette koers gaat verder op In The Light (2001) dan mede door DJ Gregory en Julien Jabre wordt geproduceerd. Een jaar later verschijnt nog In The Night, met daarop remixes. In 2001 blaast hij Aurora Borealis eenmalig nieuw leven in voor de single Wave 2000. Op het album Beautiful (2004) ligt de focus nog meer op vocalen.  In 2005 vormt hij met Dominique Massa en Gérard Lesne het gelegenheidsduo Human?, waarmee een titelloos album wordt uitgebracht. Hiermee liften ze mee op de populariteit van electro. Heritage (2008) is een samenwerking met de zanger Michael Robinson. Deze zong al enkele tracks op In The Light, maar is nu prominenter aanwezig. Daarna wordt het rustig en verschijnen er zo nu en dan remixes van oude tracks.
In 2021 komt hij terug met het album Transition To Disorder, waarop hij wederom een electro-geluid laat horen. Al doet het weinig stof opwaaien.

## Discografie

### Albums
- Shazz (1998)
- In The Light (2001)
- In The Night (2002)
- Human? - Human? (2005)
- Heritage (2008)
- Transition To Disorder (2021)